# Klein Modellbahn
Das Unternehmen Klein Modellbahn Ges.m.b.H. war ein österreichischer Hersteller von Modelleisenbahnen. Das Unternehmen wurde im Jahre 2010 aufgelöst.

## Geschichte

### Gründung
Das Unternehmen wurde im Jahr 1984 von Oskar Klein sen. infolge einer Teilung der Firma Kleinbahn gegründet. Der Firmensitz und die Fabrikation befand sich in Wien, Atzgersdorf. Das Firmengelände entstand durch eine Teilung des Firmengebäudes von Kleinbahn, die beiden Brüder Erich und Oskar Klein sen. teilten danach penibel auch die Maschinen, Formen und das Inventar untereinander auf.
Klein Modellbahn stellte in Folge sowohl auf übernommenen Kleinbahn-Spritzgussformen basierende Modelle her, als auch zunehmend maßstäbliche Eigenkonstruktionen.

### Niedergang

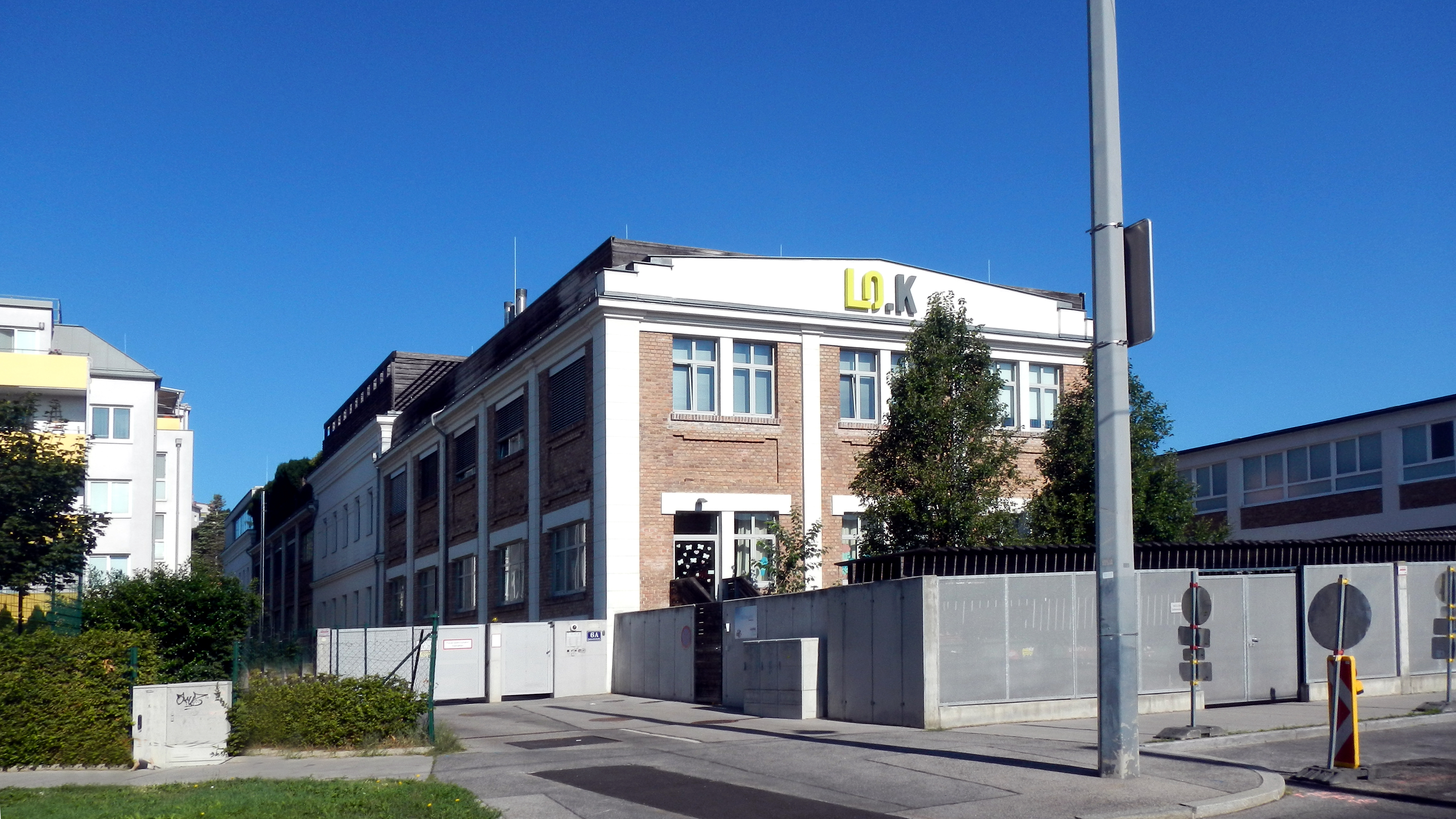
Ehemalige Klein Modellbahn-Fabrik in Wien Atzgersdorf, heute LOK Lofts (neben Kleinbahn gelegen)

Der Hersteller geriet, ähnlich wie der ebenfalls österreichische Hersteller Roco im Jahr 2006 in finanzielle Nöte. Durch Umzug in eine neue Produktionsstätte und Straffung der Modellpalette schien jedoch der Fortbestand bis auf weiteres gesichert. Ende Mai 2008 gab das Unternehmen jedoch unerwartet bekannt, im Juli 2008 die Produktion endgültig einzustellen und die Geschäftslokale ab Oktober 2008 bis spätestens Ende 2008 zu schließen. Teile des Programms werden von Roco weitergeführt. Das letzte verbliebene Geschäft in Wien wurde als Fachgeschäft ausgebaut und bot weitere Fremdprodukte an. Am 11. Dezember 2010 erklärte die Firma auf ihrer Homepage, dass „aufgrund rechtlicher Probleme mit der Fa. (Roco) Modelleisenbahn Ges.m.b.H. die Klein Modellbahn Ges.m.b.H. in den nächsten Tagen ihren Betrieb für immer einstellen wird“.

### Nachfolge
Oskar Klein gründete 2010 das KkMB-Magazin als Einzelunternehmung, welches nun das Geschäft aus Wien-Meidling weiterführte. Der Schwerpunkt der Handelswaren lag auf Modellen der Epoche I (Fahrzeuge nach Vorbild der k.k. Staatsbahnen). Neben dem Vertrieb von Produkten der Firmen Heris Modelleisenbahn und Mobenzo wurden auch Ersatzteile, Reparaturen und Umbauten für Klein-Modelle angeboten. Das Unternehmen verfügte über ein Ladengeschäft und war auch über Versand bzw. auf Modellbahnbörsen aktiv.
Da Oskar Klein am 21. Oktober 2020 verstorben ist, wurde das KkMB-Magazin aufgelöst.
Der Bestand (z. B. rund 15000 Ersatzteile) wurde von Herrn Leo Pirkfellner aufgekauft und sind bei ihm seit 1. März 2022 unter der Marke „Klein Modellbahn“ online erhältlich.

## Produktpalette

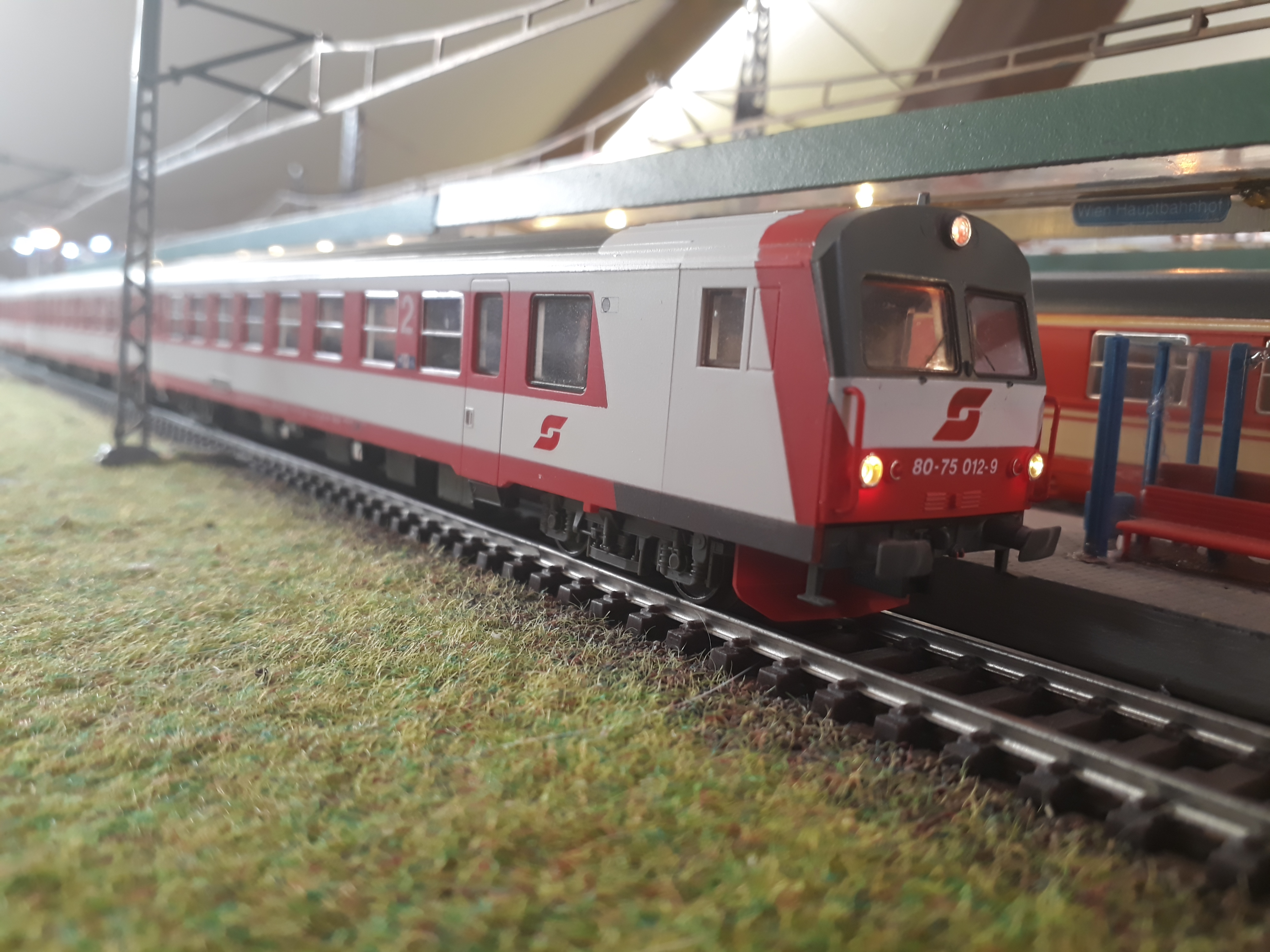
ÖBB Steuerwagen 80-75

Die Produktpalette umfasste Lokomotiven und rollendes Material in Nenngröße H0 (Spurweite 16,5 mm) für das Zweileiter-Gleichstromsystem sowie Modelleisenbahn-Zubehör. Bestimmten anfangs noch Artikel aus der Produktpalette der ursprünglichen Firma Kleinbahn das Programm, die eher auf den robusten Spielbetrieb ausgelegt waren, so wurde bald mit der Herstellung von feiner detaillierten Modellen für den „ernsthaften“ Modelleisenbahner begonnen. Da auch die neue Firma primär auf den österreichischen Markt orientiert ist, wurden vorzugsweise Modelle nach Vorbild österreichischer Bahnen realisiert. Wie bei Kleinbahn erfolgte der Vertrieb nur über eigene Geschäfte und den Postversand (Direktvertrieb). Als Alternative zum selbst hergestellten Schienen- und Oberleitungsmaterial verkaufte man aber auch Produkte anderer Hersteller.

## Modelle

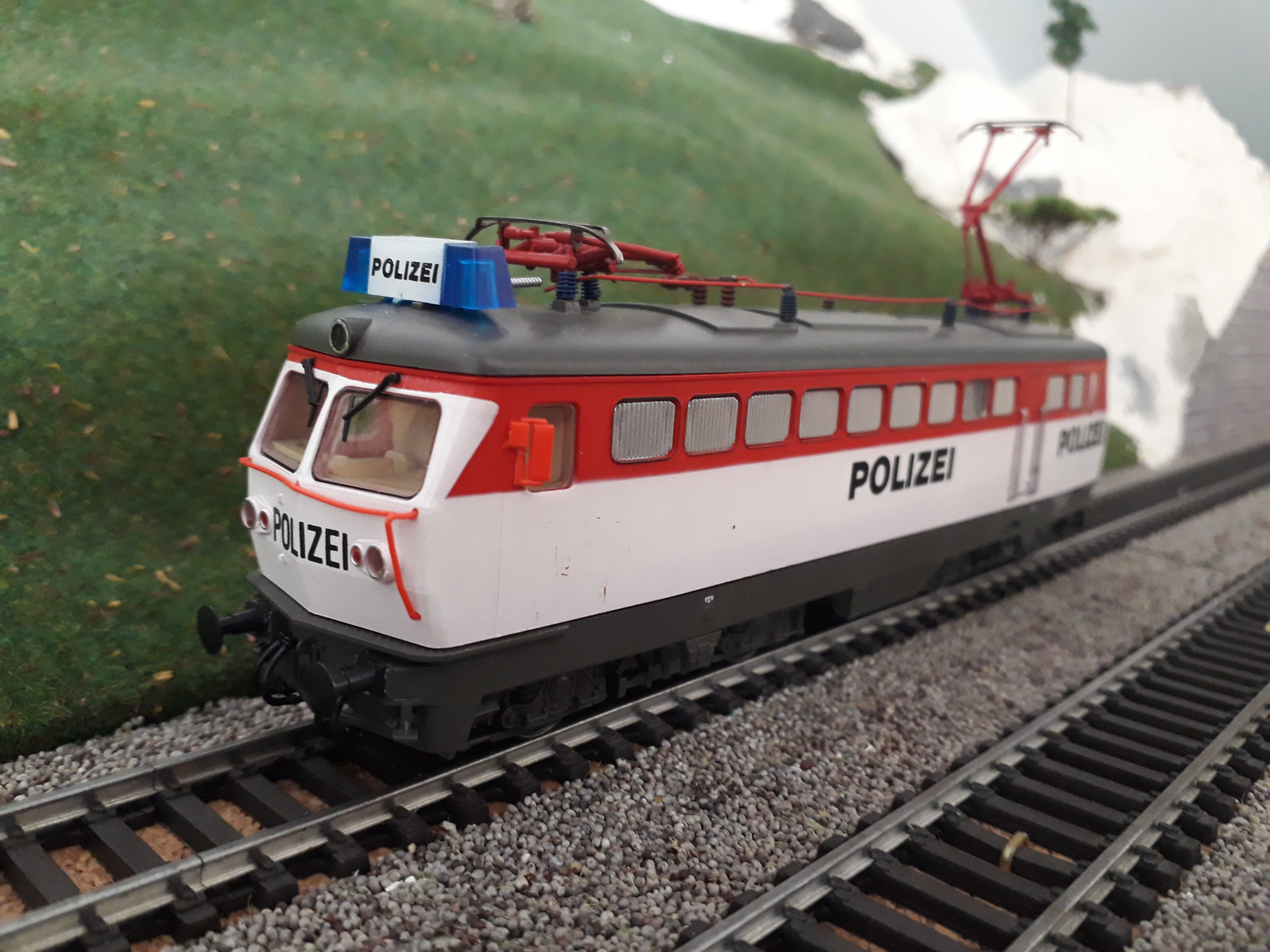
Sonderserie Polizeilok ÖBB 1046.008

Neben in den Anfangsjahren angebotenen typischen Elektrolokomotiven und Diesellokomotiven im Einsatz der BBÖ und ÖBB, erweiterte man das Programm in Folge um Modelle von Dampflokomotiven nach Vorbild österreichischer Konstruktionen. In Ergänzung zu diesen Dampflokomotiven wurden Personen- und Güterwaggons nach passenden historischen Vorbildern gefertigt, u. a. die ab 1948 aufgebauten zwei- und vierachsigen ÖBB-Spantenwagen und die Nahverkehrs-Doppelstockwagen der ÖBB mit Wendezug-Steuerung, ab 1995 gefertigt. Auch die ÖBB-Reihe 4020, elektrische Triebwagen für den Nahverkehrs- und den S-Bahnbetrieb, wurde im Modell angeboten; eine weitere Besonderheit war eine ÖBB-Dampfschneeschleuder mit funktionsfähigem Schleuderrad.
| Elektrolokomotiven                                                                     | Diesellokomotiven                           | Dampflokomotiven | Triebwagen                              |
| -------------------------------------------------------------------------------------- | ------------------------------------------- | --- | --------------------------------------- |
| - ÖBB 1042 - ÖBB 1044 - ÖBB 4061 bzw. 1046 - BBÖ 1080, ÖBB 1080 - BBÖ 1080.1, ÖBB 1180 | - ÖBB 2050 - ÖBB 2143 - ÖBB 2067 - ÖBB 2068 | - SB 629, ÖBB 77 - preuß. T13, ÖBB 792 - kkStB 170, ÖBB 56 - kkStB 270, ÖBB 156 - kkStB 429, ÖBB 35 - BBÖ 729, ÖBB 78 | - BBÖ DT 1, ÖBB 3071 - ÖBB 4020, S-Bahn |

Zugekaufte mangelhafte Zinkal-Legierungen führten in den 1990er-Jahren immer wieder zu Reklamationen wegen verbogener Fahrzeugrahmen, die die Modelle unbrauchbar machten. Diese Legierungen wurden später nach Auskunft des Unternehmens nicht mehr verwendet. Neben der Fertigung für die eigene Produktlinie war Klein Modellbahn auch für einige Jahre als Sublieferant für andere Modelleisenbahnhersteller tätig.